# Njarðvík
Njarðvík – miejscowość w południowo-zachodniej Islandii, na półwyspie Reykjanes, u nasady mniejszego półwyspu Miðnes, nad niewielką zatoką Njarðvík, wchodzącą w skład zatoki Stakksfjörður (część zatoki Faxaflói). Podzielona jest na dwie części Ytri-Njarðvík (Zewnętrzny Njarðvík, na zachód od zatoki) i Innri-Njarðvík (Wewnętrzny Njarðvík, na wschód od zatoki), które rozwijały się jako dwa niezależne centra osadnicze. Dopiero niedawno teren między nimi jest zabudowywany m.in. pod działalność handlową i usługową. 
W latach 1908–1942 wchodziło w skład gminy Keflavík, razem z miastem o tej samej nazwie, z którym sąsiaduje od północy. Później tworzyło niezależną gminę. Miejscowość otrzymała prawa miejskie w 1975. Od połowy lat 1990. tworzy razem z Keflavíkiem oraz położoną na zachód niewielką osadą Hafnir gminę Reykjanesbær. W jej ramach Keflavík i Njarðvík traktowane są jako jeden organizm miejski zamieszkiwany przez blisko 17,6 tys. osób (2018). Wg statystyk gminnych w sierpniu 2018 roku sam Njarðvík zamieszkiwało 6232 osób. Njarðvík jest ośrodkiem przemysłu spożywczego. 
W mieście znajduje się zabytkowy kościół z 1886 r. oraz muzeum folkloru Stekkjarkot.